# Saturnia obsoleta
Saturnia obsoleta är en fjärilsart som beskrevs av Tutt 1902. Saturnia obsoleta ingår i släktet Saturnia och familjen påfågelsspinnare. Inga underarter finns listade.